# Avenida Brasil (Buenos Aires)
La avenida Brasil es una importante arteria vial del sur de la ciudad de Buenos Aires, Argentina.

## Características
Con recorrido este - oeste, la avenida transcurre por cinco de los barrios de la ciudad.

Corre paralelamente a las avenidas Caseros, San Juan; Independencia, Belgrano y Juan de Garay.
Tiene acceso a la estación Constitución de la Línea C del Subte de Buenos Aires, así mismo se encuentra a solo 50 m de la estación Estación Inclán de la Línea H, y corre unos 600 m al sur, de gran parte del recorrido de la Línea E.

## Recorrido
Nace al finalizar la Avenida Ingeniero Huergo en el límite de los barrios de San Telmo y Puerto Madero, donde cambia su nombre por Avenida Don Pedro de Mendoza. Tiene allí un acceso a la Autopista Ricardo Balbín, a La Plata. A su vez, la Avenida Brasil tiene una prolongación dentro de Puerto Madero, llamada desde 1995 Boulevard Elvira Rawson de Dellepiane.
Transcurre a través de 7 cuadras por San Telmo: en el n.º 55 está la Torre Sur, imponente edificio de oficinas de gran altura cuya forma remite a la proa de un barco, mirando hacia el río. Entre la Avenida Paseo Colón y la calle Defensa, Brasil es ancha y baja la barranca del Río de la Plata, a un margen del Parque Lezama, donde se encuentra un anfiteatro de espectáculos públicos. En la vereda norte, en el n.º 315, se encuentra la Iglesia Ortodoxa Rusa de Buenos Aires, proyectada por el arquitecto Alejandro Christophersen, inaugurada en el año 1901.

### Calle Brasil
Este tramo, que comienza en la Avenida Paseo Colón y termina en la Avenida Entre Ríos, se denomina calle Brasil debido a su angostura. Se prolonga por una zona residencial hasta la calle Bernardo de Irigoyen, donde los edificios más importantes son el ex Hotel Los Dos Chinos (n.º 780, ahora sede de la Obra Social de Luz y Fuerza) y la Parroquia de Santa Catalina de Alejandría (n.º 834) con su colegio. Al 731 se encontraba antiguamente la antigua fábrica de la Cervecería Quilmes, cuyos depósitos siguen en pie, con entrada por las calles Chacabuco y Piedras. En la cuadra del 900, del lado sur, se abre el pasaje privado Giorello, con forma de «L» y salida por Bernardo de Irigoyen, que fue transformada en un local comercial, quedando el pasaje como un cul-de-sac.
A esta altura la calle ya está en el barrio de Constitución. Aquí cruza por debajo de la Autopista Presidente Arturo Frondizi y bordea la Plaza de la Constitución. Este es uno de los nodos de transporte más importantes de la ciudad, hallándose la Estación Constitución del Ferrocarril Roca, la estación Constitución de la Línea C del Subte de Buenos Aires, y más de 40 paradas de distintas líneas de colectivos, la mayoría sobre la misma calle Brasil, que se ensancha para alojar 3 dársenas techadas para las paradas de colectivos.
La calle Brasil atraviesa los alrededores de la terminal ferroviaria, plagados de locales comerciales y de comida al paso, con mucho movimiento de personas durante todo el día, y durante la noche una zona de prostitución. También varios hoteles de pasajeros están instalados en esas pocas cuadras.

### Avenida Brasil
A la altura del 1800, Brasil cruza la Avenida Entre Ríos, entra en el barrio de Parque Patricios y se ensancha para transformarse en una avenida de doble sentido, cruzando un gran espacio verde que alguna vez fue el Arsenal Esteban de Luca, demolido en la década de 1940. Originalmente la calle Brasil no atravesaba el arsenal, pero con la demolición del enorme predio, se abrió la calle angosta, y en la década de 1970 se la ensanchó.
El predio del arsenal fue dividido en dos partes, con el proyecto de la presidencia de Arturo Frondizi de instalar allí un gran centro judicial - penal, nunca concretado a excepción de la Cárcel de Encausados (conocida como Cárcel de Caseros) que se inauguró recién en 1979 y se demolió en 2005. En cambio, el gran terreno del lado sur de Brasil fue redestinado al Hospital Nacional de Pediatría Dr. Juan P. Garrahan, inaugurado en 1987. 
El predio norte jamás fue ocupado, aunque en 1972 se realizó un concurso para levantar allí el Centro Deportivo Vuelta de Obligado, reflotado varias veces pero nunca concretado. En cambio, el gran espacio verde no parquizado, apenas ornamentado con un puente de cemento armado que cruza sobre la Avenida Brasil sin ningún camino que lo prolongue dentro del parque, fue utilizado alguna vez para alojar un centro de educación vial de la Policía Federal, luego desmantelado, y algunas huertas orgánicas.
El tramo de la Avenida Brasil a partir de la Avenida Pichincha fue pavimentado recientemente, y seguía siendo adoquinado aún a comienzos del siglo XXI. En la esquina de la calle Matheu se encuentra el imponente conjunto de vivienda conocido como las Torres de Matheu, terminado hacia 1967 por los arquitectos Miguel C. Roca y Roberto Fernández Llanos.
A excepción del monumental complejo, en este último tramo de la avenida, densamente arbolado y menos transitado, predominan aún las antiguas casas y grandes viviendas con parque, vecinas de viejos depósitos y galpones. En la esquina de la calle Alberti sobrevive un edificio industrial de grandes dimensiones, hoy usado como depósito.
La Avenida Brasil cruza la Avenida Jujuy, a pocos metros de la estación Inclán de la línea H de subterráneos. Termina en su numeración 3300, en el cruce con la Avenida Sánchez de Loria, a pocas cuadras del Parque Patricios, y límite del barrio de Boedo. La última cuadra de la Avenida Brasil tiene un solo sentido de circulación, ya que los que la recorren en dirección hacia el oeste deben desviarse por la calle 24 de Noviembre y continuar por la Avenida Chiclana.

## Cruces y lugares de referencia
A continuación, se muestra un mapa esquemático de los principales cruces con otras calles, plazas, estaciones y otros lugares de referencia que atraviesa esta avenida en su recorrido.
|  | CONTgq | TEEa | STRq |

|  | RAq | SKRZ-Mu | RAq |

|  | RMq | RMTEEeq |  |

| exlDAMPF |  | SKRZ-GBUE |  |

|  | BUILDING | RM |  |

|  | RMq | RMKRZ | RMq |

|  | STRq | TEEeq | lNAT |

|  | CHURCH | STR |  |

|  | CONTgq | KRZ | STRq |

|  | STRq | KRZ | CONTfq |

|  | CONTgq | KRZ | STRq |

|  |  | STR |

|  |  | STR + CONTg | CHURCH |

|  |  | STR |

|  | CONTgq | KRZ | STRq |

|  | RAq | SKRZ-Mu | RAq |

|  | STRq | KRZ | CONTfq |

|  |  | STR | ARCH |

|  | lNAT | TEEaq | CONTfq |

|  | STRq | ABZgr |  |

|  |  | STR + CONTg |

|  | RMCONTgq | RMKRZ | RMq |

|  | STRq | RMKRZ | CONTfq |

|  | lNAT | RM | HOSPITAL |

|  | STRq | RMKRZ | STRq |

|  | CONTgq | RMKRZ | STRq |

|  | BUILDING | RM |  |

|  | CONTgq | RMKRZ | STRq |

|  | RMq | RMKRZ | RMCONTfq |

|  |  | RM |

|  | STRq | RMKRZ | CONTfq |

|  | CONTgq | RMKRZ | STRq |

|  | STRq | RMKRZ | CONTfq |

|  | CONTgq | RMKRZ | STRq |

|  | STRq | TEEe | STRq |

## Imágenes

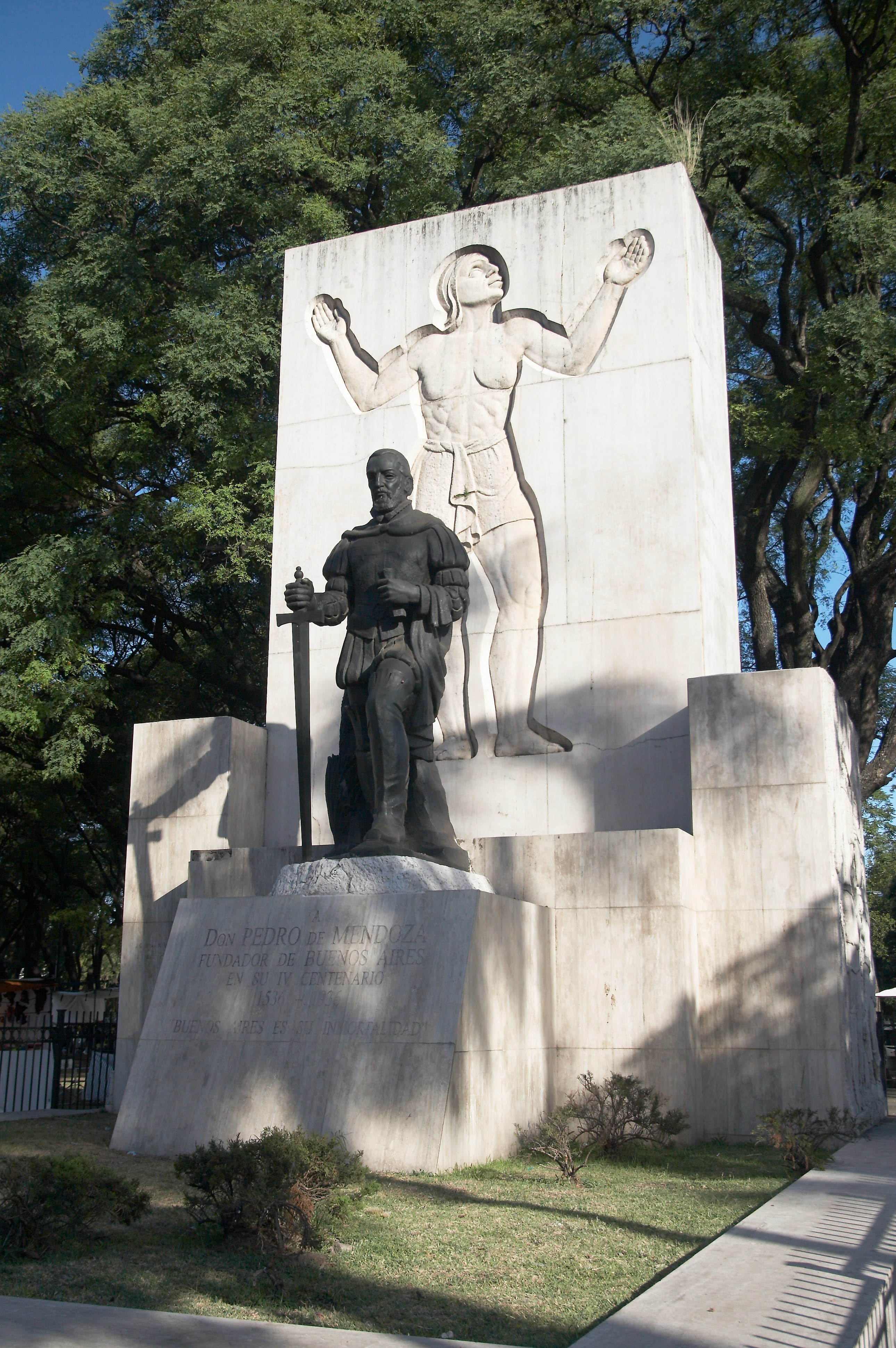
Monumento a Pedro de Mendoza en Parque Lezama
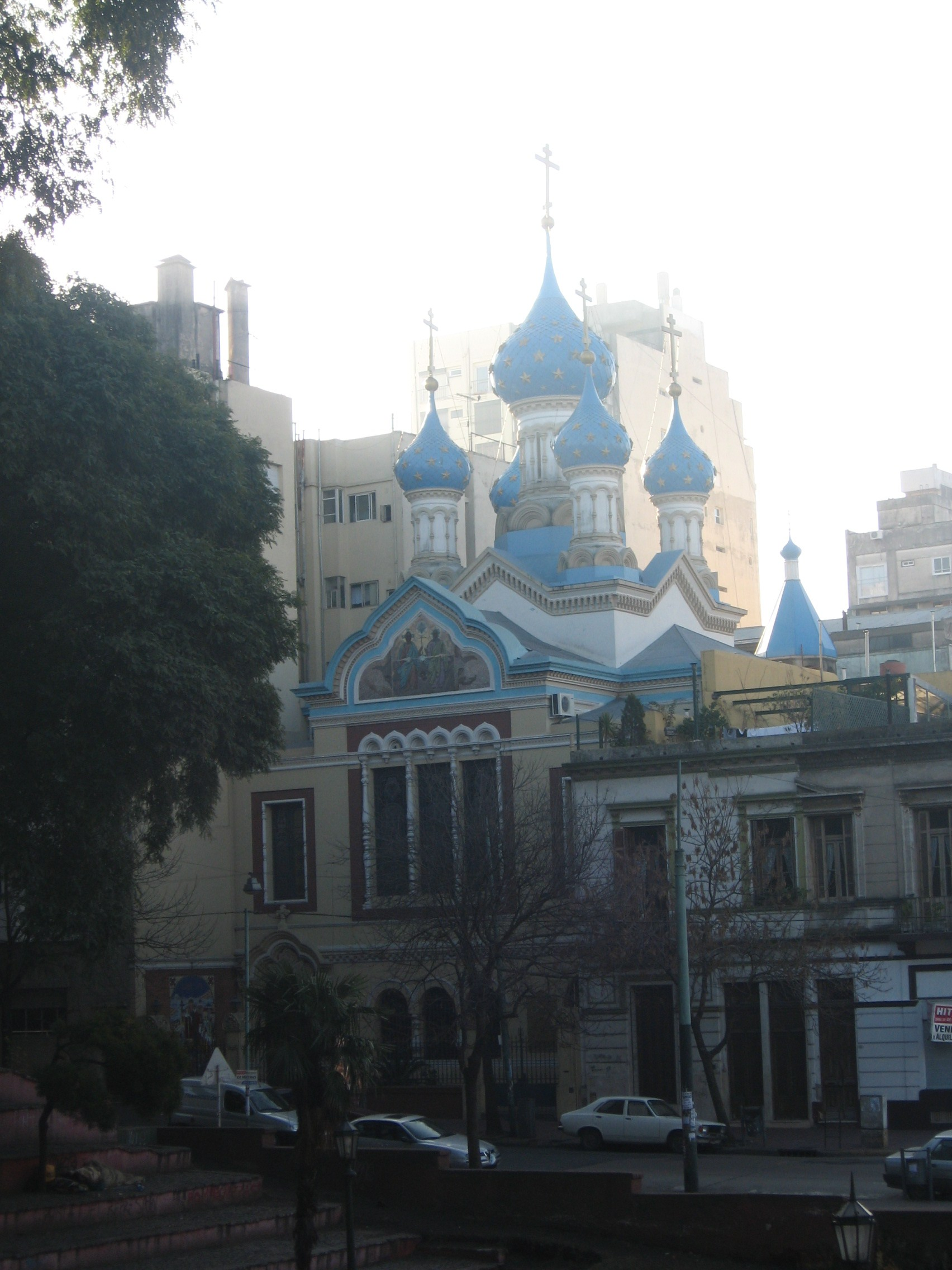
La Iglesia Ortodoxa Rusa
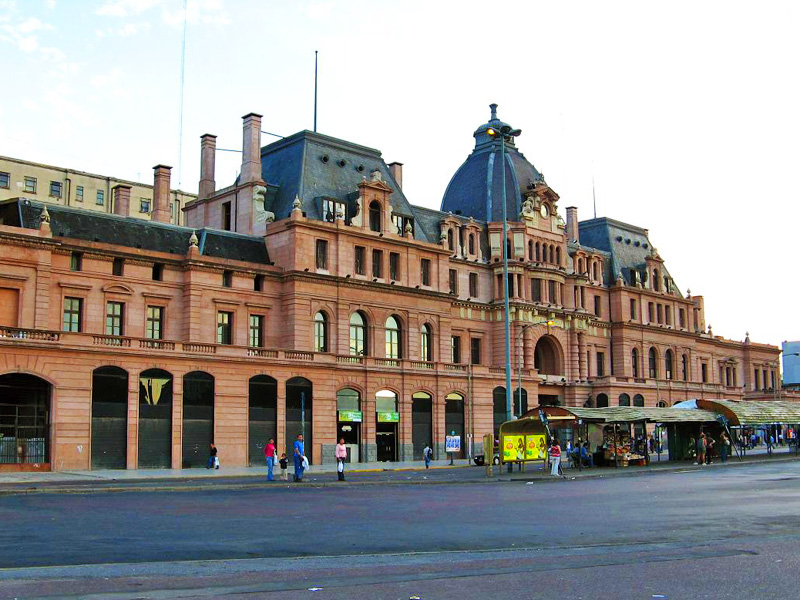
El edificio de la Estación Plaza Constitución y dársenas de colectivos
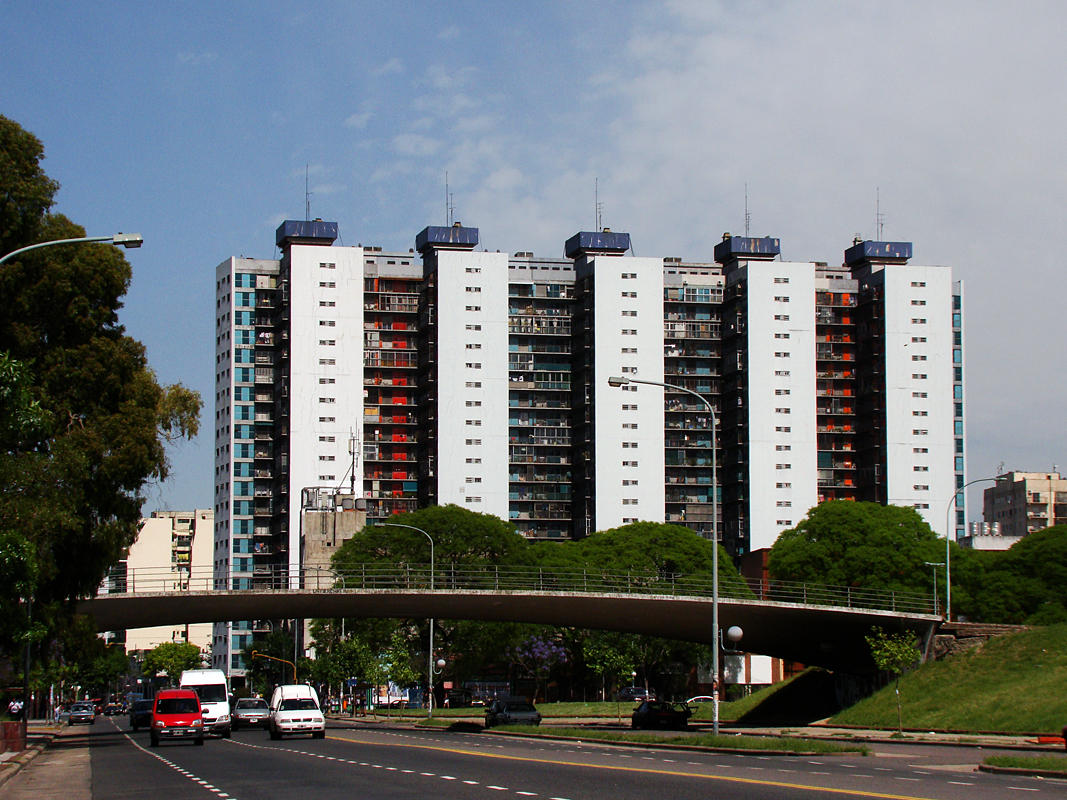
Las torres de Matheu desde el gran espacio verde, y el puente peatonal
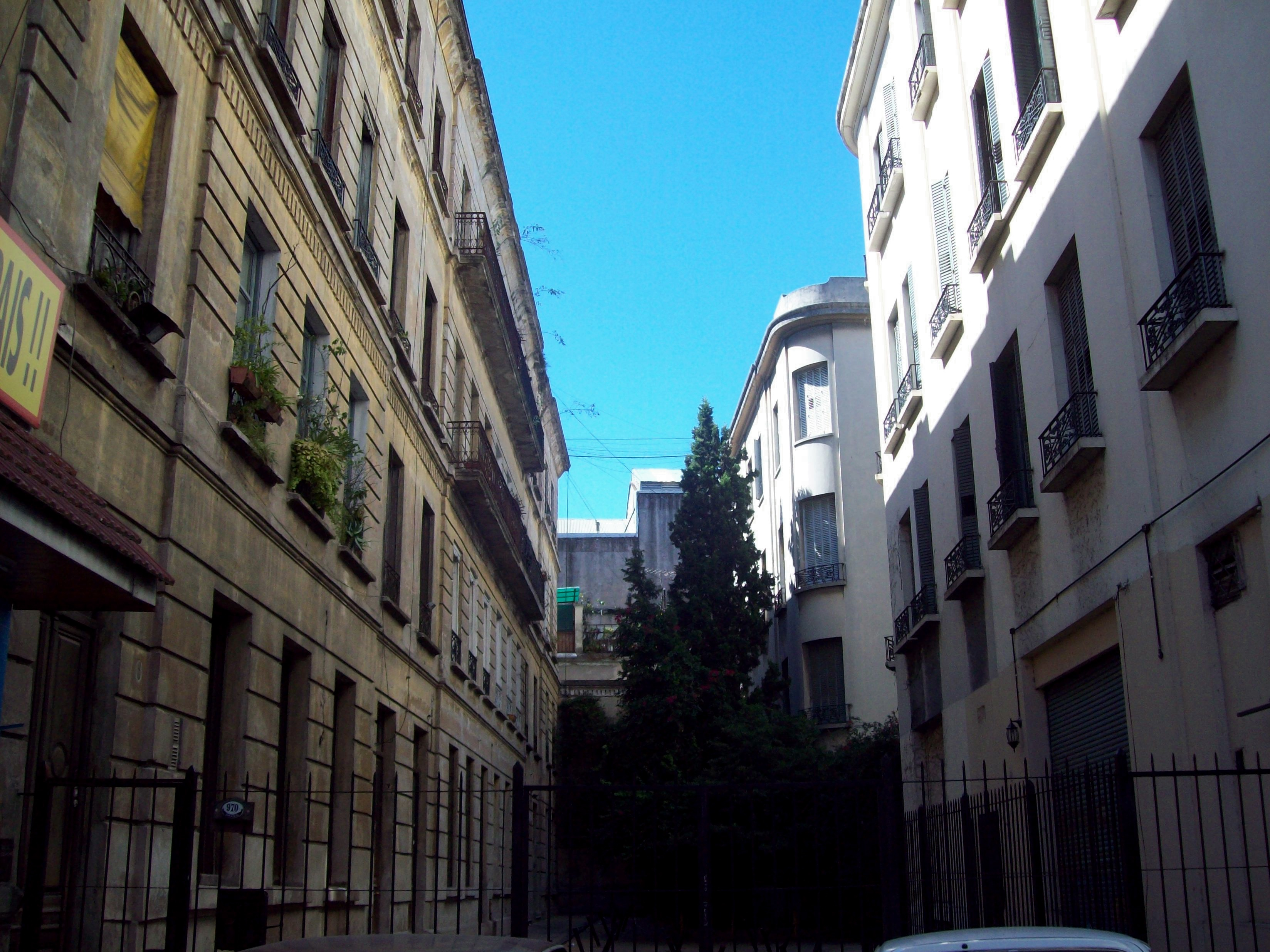
El Pasaje Fiorello, en Brasil al 900